# دهيسانا
دهيسانا (بالإنجليزية: Dhisana)، هي إحدى إلهات الازدهار الهندوسيات في الأساطير الهندوسية. وقيل إنها إلهة النار والشمس والقمر والنجوم. وفقا للنصوص الهندوسية، يشير اسم دهيسانا أيضًا إلى أشياء أخرى مختلفة، مثل: وعاء سوما، والمعرفة، والذكاء، والكلام.